# Архиепархия Абуджи
Архиепархия Абуджи (лат. Archidioecesis Abugensis) — архиепархия Римско-Католической церкви c центром в городе Абуджа, Нигерия. В митрополию Абуджи входят епархии Гбоко, Иды, Катсины-Алы, Лафиа, Локоджи, Макурди и Отукпо. Кафедральным собором архиепархии Абуджи является церковь Пресвятой Девы Марии Царицы.

## История
6 ноября 1981 года Святой Престол учредил миссию Sui iuris Абуджи, выделив её из епархии Минны.
19 июня 1989 года Римский папа Иоанн Павел II издал буллу «Quantis progressibus», которой преобразовал миссию sui iuris Абуджи в епархию.
26 марта 1994 года Римский папа Иоанн Павел II издал буллу «Quo aptius», которой возвёл епархию Абуджи в ранг архиепархии.

## Ординарии архиепархии
- кардинал Доминик Игнатий Экандем (6.11.1981 — 28.09.1992) — кардинал с 21.05.1976;
- кардинал Джон Олорунфеми Онаийекан (28.09.1992 — 9.11.2019) — кардинал с 24.11.2012;
- архиепископ Игнатий Аяу Кайгама (9.11.2019 — по настоящее время).

## Источник
- Annuario Pontificio, Libreria Editrice Vaticana, Città del Vaticano, 2003, ISBN 88-209-7422-3
- Булла Quantis progressibus Архивная копия от 23 октября 2012 на Wayback Machine  (лат.)
- Булла Quo aptius Архивная копия от 23 октября 2012 на Wayback Machine  (лат.)